# Delpinoa; Nuova Serie del Bulletino dell' Orto Botanico della Universita di Napoli
Delpinoa; Nuova Serie del Bulletino dell' Orto Botanico della Universita di Napoli (abreviado Delpinoa) es una revista editada por la Universidad de Nápoles. Se publicaron los números 1 al 11 en los años 1948-1958, comenzando una nueva serie en 1959 con el subtítulo de Instituto e orto botanico dell'università di Napoli. Fue precedida por Bull. Orto Bot. Regia Univ. Napoli.